# Вивіз морем мощей святого Марка у Венецію
Вивіз морем мощей святого Марка у Венецію (англ. Scene from St. Marc's Life) — стулка з видовженого вівтаря з двох панелей, котрий створив венеційський художник Паоло Венеціано в середині 14 століття.

## Церковна легенда
Собор Святого Марка був побудований для розміщення мощей апостола Марка, які 31 січня 829 року були привезені з Александрії до Венеції. Мощі були привезені венеційськими купцями Буоно і Рустіко. У 828 році, купці прибувши до Александрії, дізналися, що мусульмани почали руйнувати християнські храми для зведення мечетей і вирішили врятувати мощі святого від плюндрування та привезти їх у своє місто. Щоб перенести реліквію на корабель, купці вдалися до хитрощів. Після перенесення мощей у Венецію, апостол Марк замінив святого Теодора в ролі небесного покровителя Венеції, а символом міста став знак євангеліста — крилатий лев.

## Опис

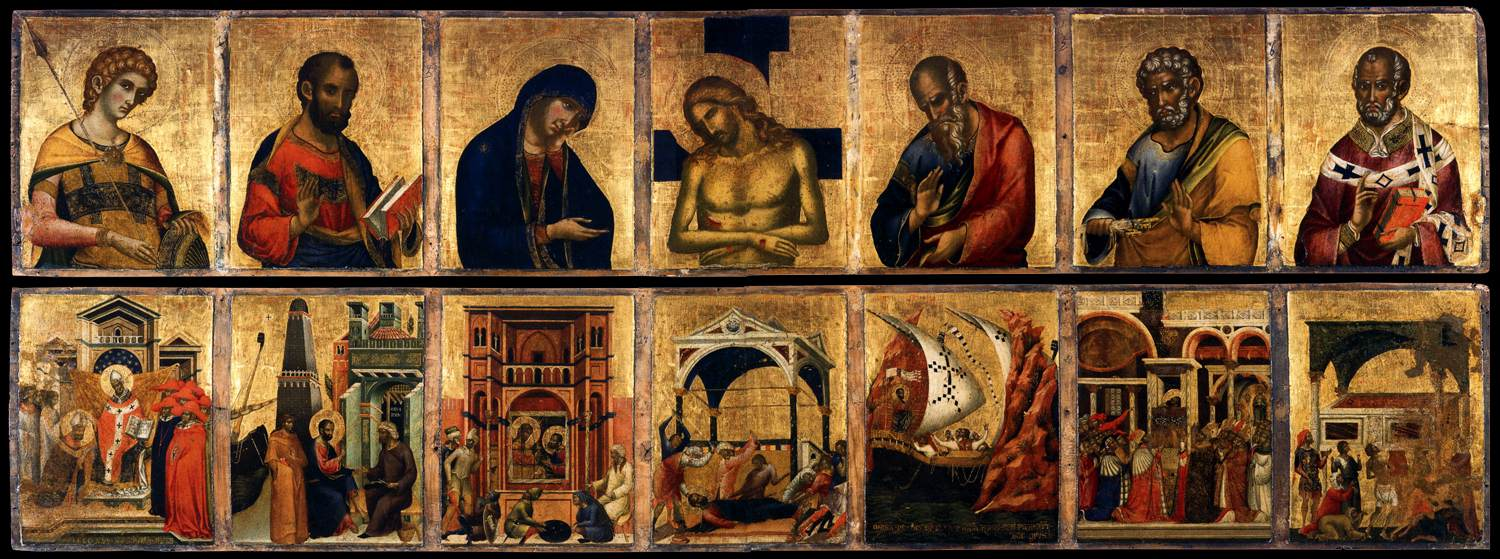
Вівтар з двох панелей роботи Паоло Венеціано, 1345 р. Музей Марчіано, Венеція.

Відомостей про майстра Паоло збережено надзвичайно мало. Залишається невідомим рік його народження на роки навчання. Мав суттєві впливи церковного живопису Візантії. Праця у Венеції, однак, позбавила майстра від недолугого контролю і наслідуванню візантійському канону. Формально він наслідує формам візантійського вівтаря, про що свідчить деісус на верхній панелі.
Сміливість майстра і його індивідуальність повністю відбились при створенні стулок нижньої панелі зі сценами житія св. Марка.
Всі кращі риси художньої манери митця відбились на стулці «Вивіз морем мощей святого Марка у Венецію». У картині доволі органічно поєднані умовності іконопису Візантії (площинність, золоте тло, знаковість — умовне зображення горок, рослин і дерев), умовність колориту (використання чорної фарби при зображенні дерев і рослин, умовне зображення моря тою ж чорною фарбою, тло з платівками справжнього золота) і реальні спостереження (моряк, що управляє вітрилом, деталі побудови вітрильника).
Сміливість відбилася у фрагментарному відтворенні човна, що проходить по вузькій протоці між двома скелями, що було неможливим у візантійському іконопису його часу.

## Галерея фрагментів

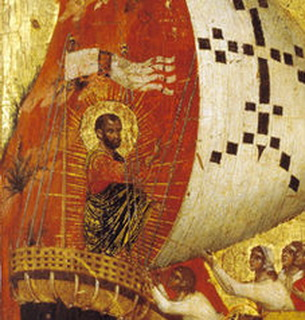
Дух святого Марка, що повстав із труни
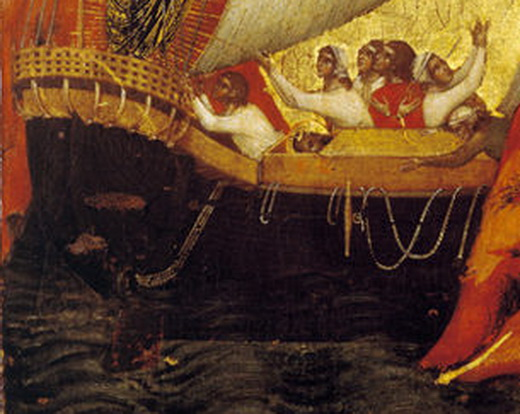
Деталі вітрильника
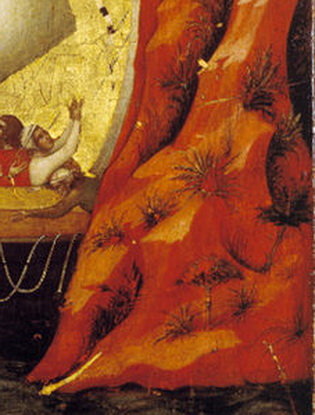
Скеля з рослинами і деревами
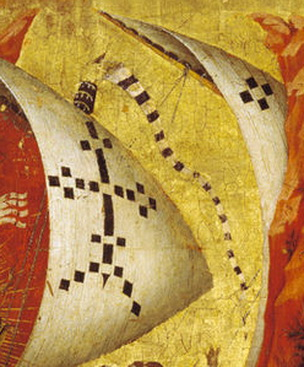
Щогла човна і вітрила